# Waitangi Day
Waitangi Day est la fête nationale de la Nouvelle-Zélande. C'est un jour férié observé dans tout le pays le 6 février en honneur de la signature du traité de Waitangi le 6 février 1840.

## Histoire
Le traité de Waitangi est signé le 6 février 1840 à Waitangi, dans un pavillon érigé sur le domaine de James Busby ; la maison est aujourd'hui appelée la Treaty House (la « Maison du traité »). Le traité fait de la Nouvelle-Zélande une colonie de l'Empire colonial britannique, garantit aux Māori leurs terres et leur donne les mêmes droits que tout autre citoyen britannique.
Il y a des différences significatives entre les versions anglophone et māori du traité, et cela suscite encore de vifs débats depuis 1840 sur le sens de ce qui avait été décidé à l'époque. Les Māori voient généralement le traité comme un pacte solennel et sacré, tandis que les Pakeha (les néo-zélandais d'origine non-māori) l'avaient longtemps oublié. Au début du XXe siècle certains Pakeha commencèrent à voir le traité comme un document fondateur de leur pays ainsi qu'un symbole de l'humanitarisme britannique. Au contraire de leurs confrères māori, les Pakeha ne considéraient pas le traité comme un document légal devant être suivi à la lettre.

### Premières célébrations
La signature du traité ne sera pas commémorée jusqu'en 1934. Avant cette année, la plupart des célébrations de la fondation de la Nouvelle-Zélande comme colonie avaient lieu le 29 janvier, jour anniversaire de l'arrivée de William Hobson à la Bay of Islands, en 1837.
En 1932 le Gouverneur général Charles Bathurst, Ier vicomte Bledisloe et sa femme achètent la maison de James Busby, alors délabrée car longtemps abandonnée, lieu de la signature du traité, et la présentent au pays. Le Treaty House et ses environs deviennent une réserve publique le 6 février 1934. Cet évènement marque pour certains le premier Waitangi Day, même si les célébrations ne se tenaient pas encore annuellement. Ce fut la réunion de Māori la plus représentative du pays jamais tenue ; y prirent part le roi des Māori et plusieurs milliers de Pakeha. Plusieurs Māori semblent avoir commémorés la déclaration d'indépendance de la Nouvelle-Zélande, mais peu de sources confirment la véracité de cette théorie.
En 1940 on célébra à Waitangi le centenaire de la signature du traité. Cette célébration fut moins bien suivie en raison de la Seconde Guerre mondiale et du fait que le gouvernement avait récemment offensé le roi des Māori. Toutefois, l'évènement resta un succès et aida à faire connaître le traité auprès des Pakeha.

### Célébrations annuelles
Les commémorations annuelles de la signature du traité ne commencèrent qu'en 1947. La première est une cérémonie de la Royal New Zealand Navy autour d'un mât porte-drapeau situé devant le Treaty House ; elle sera courte et n'impliquera aucun Māori. L'année suivante on vit l'ajout du premier Māori. Depuis 1952 le Gouverneur général y assiste, et depuis 1958 le premier ministre, quoique pas toutes les années. Une représentation māori fait partie de la cérémonie depuis le milieu des années 1950. Beaucoup de ces aspects des premiers Waitangi Day ont été conservés aujourd'hui, incluant le salut naval, la cérémonie māori (le plus souvent une cérémonie de bienvenue), et des discours de la part des invités, Māori ou Pakeha.

### Férié
Waitangi Day est proposé comme férié pour la première fois par le Parti travailliste néo-zélandais en 1957. Après la victoire des travaillistes, ils furent tout de même pour créer un nouveau jour férié. Finalement, le Waitangi Day Act, ratifié en 1960, rend possible le remplacement d'un autre jour férié par le Waitangi Day, cette décision incombant aux municipalités. En 1963, après un changement du parti en pouvoir, le Auckland Anniversary Day est remplacé par Waitangi Day dans le Northland.

### New Zealand Day
En 1971 le porte-parole de l'opposition travailliste en matière des affaires māori, Matiu Rata, introduit une proposition de loi pour faire du Waitangi Day un férié au niveau national, mais en le rebaptisant New Zealand Day. Elle ne deviendra pas une loi. Après l'élection du troisième gouvernement travailliste, sous Norman Kirk, on annonce en 1974 que Waitangi Day est un jour férié national appelé New Zealand Day (à la suite du New Zealand Day Act 1973).
Pour Kirk, le changement était simplement dû au fait que la Nouvelle-Zélande était prête à penser à la nation d'une autre manière, plus large. Les postes diplomatiques avaient observé le férie pendant plusieurs années déjà, et il semblait utile, vu l'importance grandissante du pays dans les affaires internationales, que le jour soit appelé New Zealand Day. Lors des célébrations de 1974, on hisse pour la première fois le drapeau de la Nouvelle-Zélande ainsi que celui des Tribus unies de la Nouvelle-Zélande sur le mât à Waitangi, et non le drapeau du Royaume-Uni, comme c'était le cas auparavant.
Les élections de 1975 désignent un gouvernement qui change le nom du férié à Waitangi Day. Le nouveau premier ministre, Robert Muldoon, n'aimait pas le nom New Zealand Day, et beaucoup de Māori pensaient que ce nom minimisait l'impact du traité de Waitangi. Un autre Waitangi Day Act est passé en 1976 pour changer le nom de manière officielle.

## Controverses
Alors qu'il s'agit de la fête nationale de la Nouvelle-Zélande, sa commémoration a souvent été la cible de manifestations de la part d'activistes maoris et a été sujet à plusieurs controverses. Depuis 1971 Waitangi et Waitangi Day sont au centre de protestations concernant des injustices du traité ; Nga Tamatoa dirige les premières manifestations. Les activistes appelaient d'abord à une plus grande reconnaissance du traité, mais à partir du début des années 1980 les groupes maoris commencèrent à dire que le traité était une supercherie grâce à laquelle les Britanniques auraient dupé les Maoris et pris leurs terres. Il y eut plusieurs tentatives afin d'arrêter les célébrations, notamment de la part de la Waitangi Action Committee,. Cela aboutit à d'importantes confrontations entre la police et les manifestants, se terminant parfois avec des arrestations. Une fois que le traité a commencé à être reconnu officiellement au milieu des années 1980, l'emphase est retournée à des appels aux fins d'honorer le traité. Les manifestants sont retournés appeler à la reconnaissance du traité et à la fin de ce qu'ils voient comme un abandon de la part de l'État.

### Événements récents
Plusieurs centaines de manifestants se rendent à Waitangi chaque année. Quoiqu'ils ne fassent pas partie des célébrations officielles, les activistes māori essaient souvent de hisser le drapeau māori sur le mât. Ces manifestations sont généralement contrôlées par la police, qui procèdent parfois à plusieurs arrestations. On observe souvent du vandalisme sur le mât, continuant une tradition remontant au XIXe siècle, où Hone Heke avait coupé le mât britannique dans la ville voisine, Russell. En 2004 plusieurs manifestants ont pu hisser le drapeau māori au-dessus des drapeaux sur le mât en l'accrochant à la branche d'un arbre voisin. Certains virent une grande audace dans ce geste.
En raison du nombre de critiques et des protestations survenues à Waitangi, le premier ministre n'y fit pas d'apparition en 2000. En 2001, les célébrations officielles furent déplacées de Waitangi à Wellington. Certains Maoris le ressentirent comme une insulte à leur peuple et au traité. En 2003 et 2004 la commémoration eut lieu, de nouveau, à Waitangi.
Certains[réf. nécessaire], Maoris et Blancs d'origine britannique, pensent que le traité est éclipsé par la couverture médiatique des manifestations, particulièrement quand elles impliquent des figures politiques. Ngapuhi, en particulier, dont les ancêtres ont été les principaux signataires maoris du traité, ont souvent été opposés aux manifestants afin de faire de Waitangi Day une célébration pacifique et non controversée.
D'autres[réf. nécessaire], principalement d'origine britannique, pensent que Waitangi Day est trop polémique et sujet aux controverses pour être la fête nationale ; ils suggèrent de le remplacer par la Journée de l'ANZAC ou retourner à la tradition du Dominion Day. D'autres, dont le chef du parti United Future New Zealand, Peter Dunne, proposent de revenir sur le renommage et l'appeler New Zealand Day. Beaucoup de Maoris pensent que ces idées sont des manœuvres pour faire oublier le traité. Certains néo-zélandais qui ne sont ni d'origine maori ni d'origine britannique pensent que Waitangi Day est un jour n'ayant un rapport qu'avec ces deux groupes[réf. souhaitée].

## Commémorations

### À Waitangi
Les commémorations ayant lieu à Waitangi commencent souvent le jour précédent, c'est-à-dire le 5 février, à la Te Tii marae des Ngā Puhi. Les personnages politiques sont invités dans la marae et assistent à des discours de l'iwi local. Les discours parlent souvent des problèmes d'actualité dans la communauté et dans la Nouvelle-Zélande, et sont généralement suivis d'un débat.
À l'aube du 6, la Royal New Zealand Navy hisse le drapeau néo-zélandais, le Union Jack, et le White Ensign devant le Treaty House. Les cérémonies suivantes incluent généralement une messe à l'église voisine et des cérémonies culturelles māori, avec danse et chant. Plusieurs waka et navires de la Navy rejouent l'arrivée du Gouverneur Hobson pour signer le traité. Le jour se termine avec la descente des drapeaux par la Navy.

### Ailleurs en Nouvelle-Zélande
Depuis plusieurs années, d'autres villes néo-zélandaises observent Waitangi Day de diverses manières. Certains planifient des concerts ou un festival, et certains marae ouvrent leurs portes pour enseigner aux Pakeha, Māori et autres l'histoire et la culture du pays et des Māori. Comme le 6 février est également l'anniversaire de Bob Marley, les concerts de reggae sont particulièrement populaires. Il n'y a pas de grands défilés, ni des célébrations massives. Comme c'est un jour férié au milieu de l'été austral, beaucoup de néo-zélandais en profitent pour aller à la plage.

### Ailleurs dans le monde
À Londres (Angleterre), ville comptant un grand nombre d'expatriés néo-zélandais, une tradition a commencé il y a quelques années : le samedi le plus proche du 6 février, les Kiwis participent à un barathon utilisant le Circle Line du métro de Londres. Le but est de boire un verre à chacun des 27 arrêts, mais la plus grande partie des participants s'arrêtent après quelques-uns seulement. À 16h on fait un grand haka au Parliament Square lorsque Big Ben marque l'heure au son de ses cloches. Les participants peuvent porter des déguisements et tous chantent l'hymne national néo-zélandais, God Defend New Zealand.
Le jour est officiellement célébré dans toutes les ambassades et consulats de la Nouvelle-Zélande.